# Haybes
Haybes est une commune française, située dans le département des Ardennes en région Grand Est.
Haybes est également appelée Haybes-sur-Meuse, Haybes-la-Rose, Haybes-les-Ardoisières, et le plus souvent Haybes-la-Jolie, en raison des couvertures en ardoise, dont l'extraction fit, ainsi que sa commune voisine Fumay, la réputation du bourg. 
La ville, martyrisée puis détruite au tout début de la Première Guerre mondiale, fut entièrement reconstruite dans les années 1920.

## Géographie

### Situation
La commune de Haybes, située à 35 km au nord de Charleville-Mézières, s'est développée en rive droite de la Meuse. 
Les habitations de la ville s'étendent tout d'abord en longueur le long du fleuve depuis sa limite avec la commune de Fumay jusqu'au lieu-dit de Moraypré et s'appuient sur les contreforts du massif schisteux le long de la rue de Madame-de-Cormont à partir de laquelle se construisent des secteurs pavillonnaires.

### Communes limitrophes
| Fépin Montigny-sur-Meuse | Vireux-Wallerand | Hargnies |
| Fumay                    | Haybes           | Hargnies |
| Fumay                    | Revin            | Hargnies |

### Relief et hydrographie
Le territoire communal est traversé bien entendu par la Meuse, et par des ruisseaux descendants de la montagne et alimentant ce fleuve.
Le massif ardennais enserre la vallée de la Meuse jusqu'à Fumay, puis desserre son étreinte à Haybes, et laisse davantage passer la lumière.

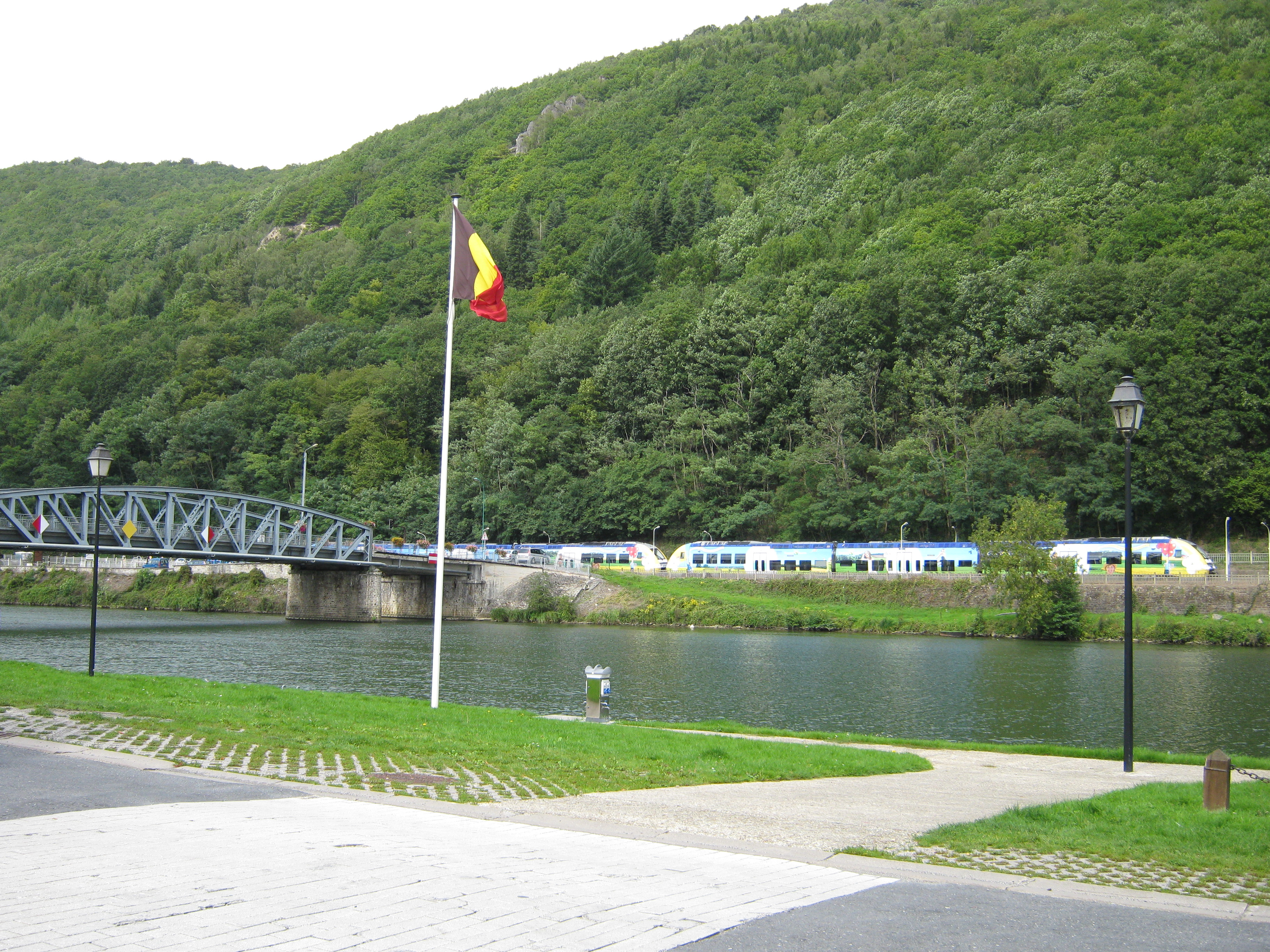
Le quai du Dr-Adolphe-Hamaide (qui se prolonge en la voie verte Trans-Ardennes), le pont, la Meuse, le TER Grand Est.

### Voies de communication et transports
À Haybes, un pont relie les deux rives de la Meuse.
Le long de ce fleuve, sur les anciens chemins de halage, passe une voie verte, la Trans-Ardennes, reliant Charleville-Mézières à Givet.
Reliant également Charleville-Mézières à Givet, un transport express régional, une composante du TER Grand Est, s'arrête en gare d'Haybes.
Pour la circulation routière, la D 7, allant de Fumay à Hargnies, traverse la ville. Par le pont sur la Meuse, il est possible de rejoindre la D 8051, sur l'autre rive de la Meuse, reliant Fumay à l'extrémité de la pointe de Givet.

### Hydrographie
La commune est dans le bassin versant de la Meuse au sein du bassin Rhin-Meuse. Elle est drainée par la Meuse, le canal de l'Est Branche-Nord, le ruisseau des Manises, le ruisseau Moron, le ruisseau de la Fontaine Aux Bairons, le ruisseau le Risdoux, le ruisseau du Fond des Soquays et le ruisseau Fond du Poirier,.
La Meuse, d'une longueur de 486 km, est un fleuve européen qui prend sa source en France, dans la commune du Châtelet-sur-Meuse, à 409 mètres d'altitude, et se jette dans la mer du Nord après un cours long d'approximativement 950 kilomètres traversant la France, la Belgique et les Pays-Bas. Le bourg est situé dans un méandre en rive droite de la Meuse, qui s'écoule d'ouest en est sur une longueur d'environ 4,2 km.
Le canal de l'Est Branche-Nord, d'une longueur de 141 km, est un chenal et un cours d'eau naturel navigable qui relie Givet à Troussey, où il rejoint le canal de la Marne au Rhin. Il se superpose par endroits, dans la commune, à la Meuse sur une longueur d'environ 1,8 km.

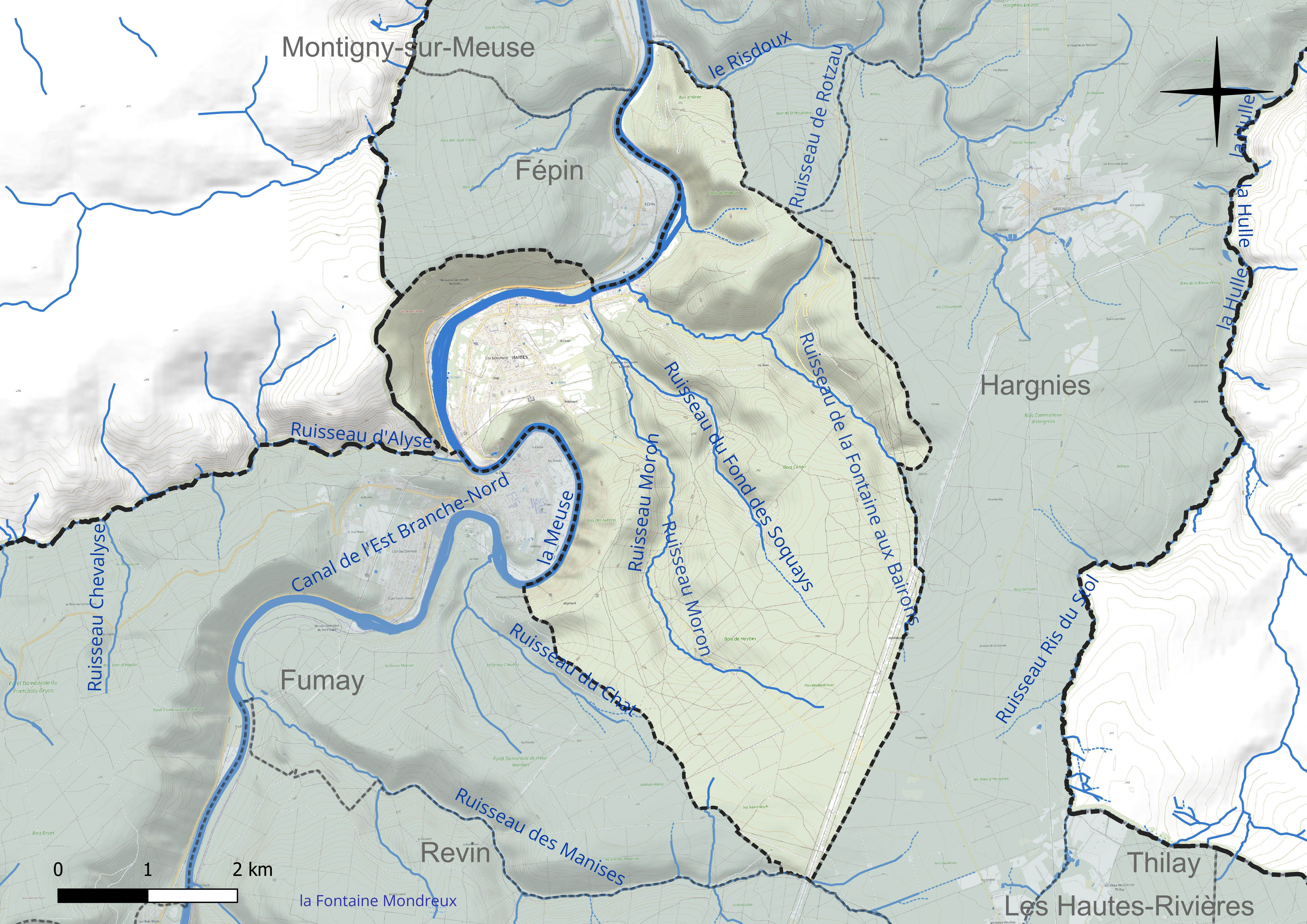
Réseau hydrographique de Haybes.

### Climat
Pour des articles plus généraux, voir Climat du Grand Est et Climat des Ardennes.
En 2010, le climat de la commune est de type climat de montagne, selon une étude du Centre national de la recherche scientifique s'appuyant sur une série de données couvrant la période 1971-2000. En 2020, Météo-France publie une typologie des climats de la France métropolitaine dans laquelle la commune est exposée à un climat océanique altéré et est dans la région climatique Lorraine, plateau de Langres, Morvan, caractérisée par un hiver rude (1,5 °C), des vents modérés et des brouillards fréquents en automne et hiver.
Pour la période 1971-2000, la température annuelle moyenne est de 10,4 °C, avec une amplitude thermique annuelle de 15,4 °C. Le cumul annuel moyen de précipitations est de 980 mm, avec 13,9 jours de précipitations en janvier et 9,7 jours en juillet. Pour la période 1991-2020, la température moyenne annuelle observée sur la station météorologique de Météo-France la plus proche, « Rocroi », sur la commune de Rocroi à 16 km à vol d'oiseau, est de 9,5 °C et le cumul annuel moyen de précipitations est de 1 210,4 mm. 
La température maximale relevée sur cette station est de 37,6 °C, atteinte le 25 juillet 2019 ; la température minimale est de −14,7 °C, atteinte le 4 février 2012,,.
Les paramètres climatiques de la commune ont été estimés pour le milieu du siècle (2041-2070) selon différents scénarios d'émission de gaz à effet de serre à partir des nouvelles projections climatiques de référence DRIAS-2020. Ils sont consultables sur un site dédié publié par Météo-France en novembre 2022.

## Urbanisme

### Typologie
Au 1er janvier 2024, Haybes est catégorisée bourg rural, selon la nouvelle grille communale de densité à 7 niveaux définie par l'Insee en 2022.
Elle appartient à l'unité urbaine de Fumay, une agglomération intra-départementale dont elle est une commune de la banlieue,. Par ailleurs la commune fait partie de l'aire d'attraction de Fumay, dont elle est une commune du pôle principal,. Cette aire, qui regroupe 4 communes, est catégorisée dans les aires de moins de 50 000 habitants,.

### Occupation des sols
L'occupation des sols de la commune, telle qu'elle ressort de la base de données européenne d’occupation biophysique des sols Corine Land Cover (CLC), est marquée par l'importance des forêts et milieux semi-naturels (88,8 % en 2018), une proportion identique à celle de 1990 (88,8 %). La répartition détaillée en 2018 est la suivante : 
forêts (83,2 %), milieux à végétation arbustive et/ou herbacée (5,6 %), zones urbanisées (4,3 %), eaux continentales (3,7 %), prairies (1,8 %), zones agricoles hétérogènes (1,4 %). L'évolution de l’occupation des sols de la commune et de ses infrastructures peut être observée sur les différentes représentations cartographiques du territoire : la carte de Cassini (XVIIIe siècle), la carte d'état-major (1820-1866) et les cartes ou photos aériennes de l'IGN pour la période actuelle (1950 à aujourd'hui).

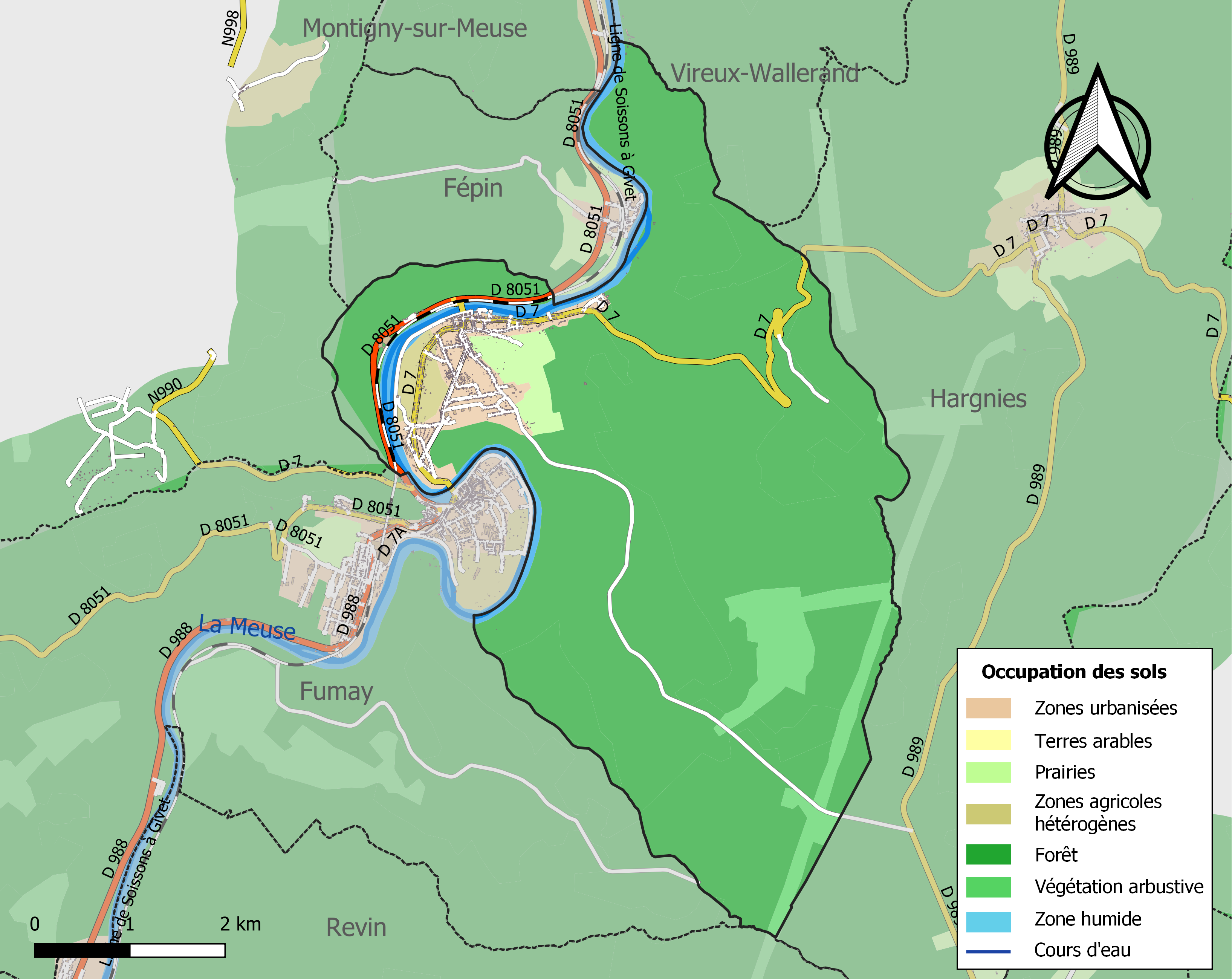
Carte des infrastructures et de l'occupation des sols de la commune en 2018 (CLC).

## Toponymie
Haybes s'est écrit, au cours des siècles, Heibes, Hebbis, Hebbes, Hebbez, Hebes, Haibbes, ou Heppe.

## Histoire

### Moyen Âge
La mention de Haybes la plus ancienne connue à ce jour daterait de 919. C'est également au cours de ce Xe siècle qu'on relate la construction, sur une île faisant face au bourg, d'un château. Haybes est alors une dépendance du comté de Lomme. Elle le reste jusqu'en 1342, année de son rattachement au comté de Namur que Philippe le Bon, duc de Bourgogne achète en 1421 et est ensuite, par voie d'héritage transmis à la branche des [Habsbourg] d'Espagne.

### Époque moderne
Ville frontalière entre la France et les Pays-Bas, Haybes, comme les autres bourgs formant la Pointe de Givet, connaîtra plusieurs épisodes d'occupations militaires, et de destruction. Aussi, en 1554, lors du raid orchestré par le duc de Nevers, sur l'ordre de Henri II, roi de France, le village et son château sont détruits. De nouveaux mouvements de troupes sont enregistrés au moment du traité de Nimègue : Haybes est occupée en 1679, Haybes par l'armée espagnole avant d'être enlevée l'année suivante par les Français. En 1697, le traité de Ryswick rend le territoire de Haybes aux Pays-Bas espagnols. Deux ans plus tard, en 1699, le village, avec le bourg voisin d'Hargnies, est rattaché à la France lors de la signature du traité de Lille.

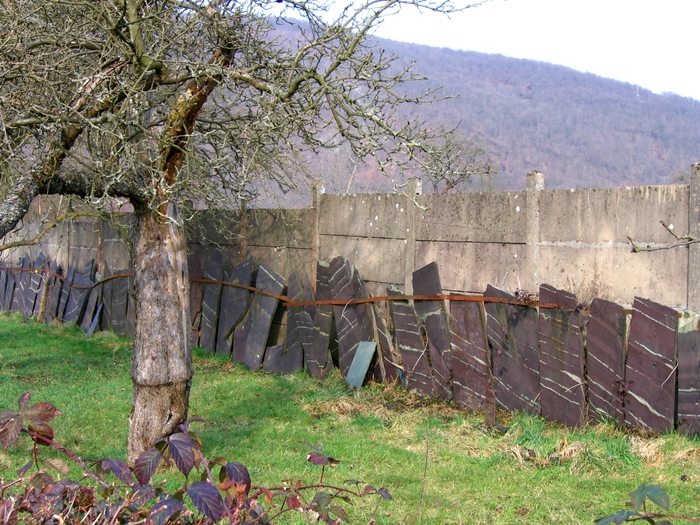
Ancienne clôture en dalles d'ardoise.

### Époque contemporaine
Au XIXe siècle, l'histoire de la commune est essentiellement marquée par l'essor économique et la modernisation des axes de communication. En 1840, le gué séparant Haybes à Fumay est remplacé par un pont, lequel est détruit aux deux Guerres Mondiales. En 1852, débutent les travaux d'aménagement de la route menant de Haybes à Hargnies, l'actuelle route départementale no 7. En 1878, débute la construction des écoles, l'ouverture d'une poste en 1879. Un nouvel hôtel de ville est inauguré en 1883.

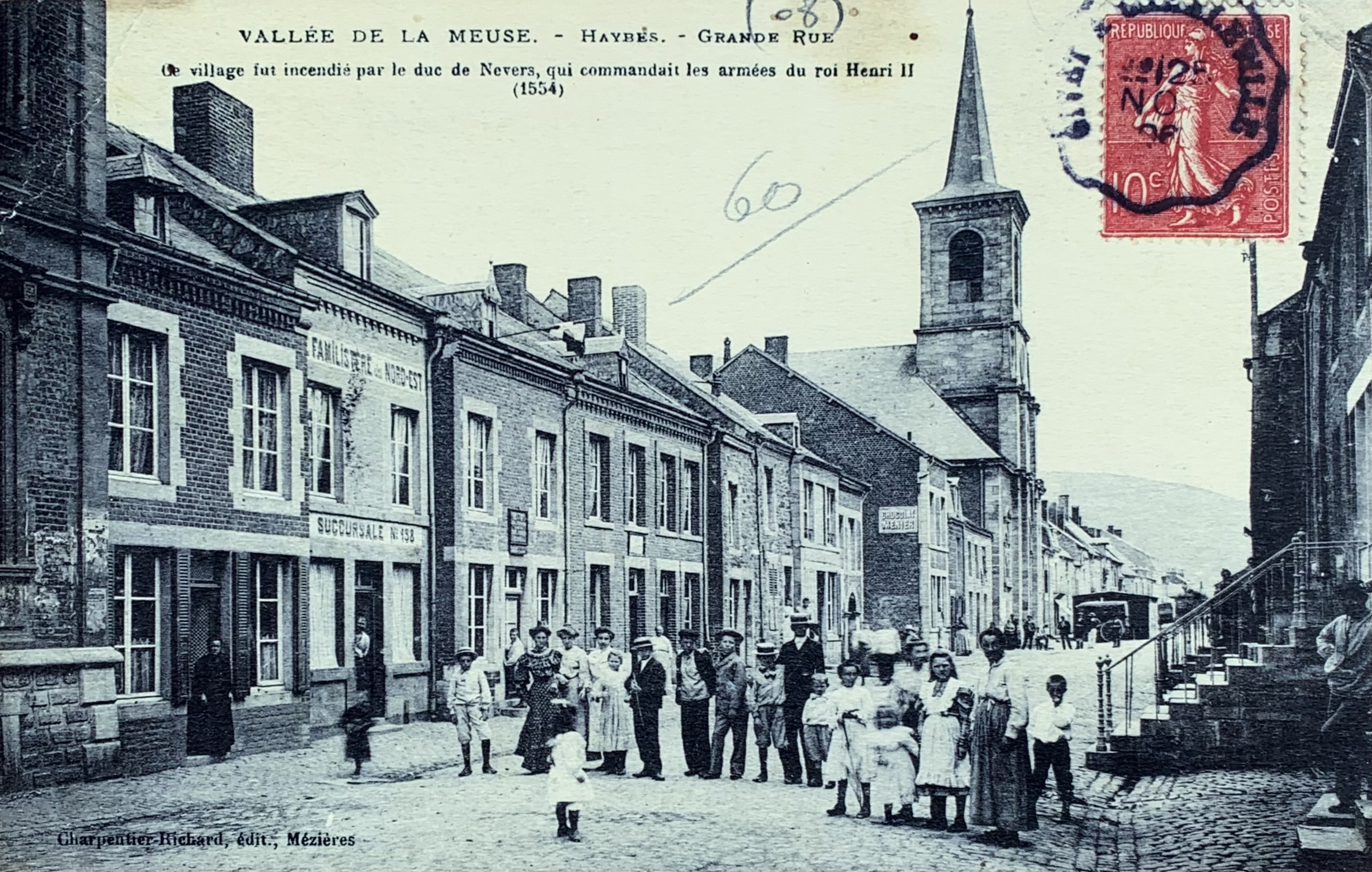
La Grand-rue de Haybes avant la Première Guerre mondiale.

#### Première Guerre mondiale
Le 24 août 1914, l'armée impériale allemande exécute 61 civils et détruit 596 maisons, lors des atrocités allemandes commises au début de l'invasion.Les unités mises en cause sont les 133e, 179e RI -Régiment d'Infanterie-, 19e RH -Régiment de Hussards-,. L'avance allemande s'est, en effet, accompagnée d'exactions nombreuses contre les populations civiles, notamment à Dinant, en Belgique. Haybes, comme l'ensemble des Ardennes, est occupée durant quatre ans.

#### Entre-deux-guerres
Le Président de la République française, Raymond Poincaré, se rend à Haybes, encore dévasté, un an après la fin de la Première Guerre mondiale, en décembre 1919. La mairie ayant été détruite, il est reçu dans un baraquement faisant office de mairie provisoire. La reconstruction du bourg débute dès 1919. Le nouvel hôtel de ville, situé à l'emplacement de l'ancienne église, est construit en 1923, la nouvelle église en 1927. La coopérative de reconstruction, constituée pour ce faire, est dissoute en 1933.
Cette reconstruction a favorisé, comme à Fumay, une reprise d'activité rapide des ardoisières. La Nouvelle Espérance se dote, sous l'impulsion de son directeur, M. Devauchelle, d'équipements destinés à favoriser la vie des ouvriers et de leur propre société de secours. Mais la crise économique vient briser ces démarches paternalistes, entraînant la disparition de nombreux emplois.

#### Seconde Guerre mondiale et suite
En 1952, des effondrements souterrains conduisent à la fermeture de la dernière exploitation ardoisière de la commune : Belle Rose, site qu'occupe ensuite une importante scierie.

## Politique et administration

### Tendances politiques et résultats
Le développement de l'extraction d'ardoises va être accompagné à la fin du XIXe siècle par l'émergence de mouvements ouvriers dans les entreprises du bourg. Une des premières grèves éclate en février 1883 pour protester contre un nouveau règlement au sein de la société de l'Espérance, même si en 1887, ces ouvriers ardoisiers se montrent réticents à la mise en place d'une organisation syndicale voulant fédérer les travailleurs de différentes branches d'activité, la Fédération des travailleurs socialistes des Ardennes, une organisation animée notamment par le célèbre militant Jean-Baptiste Clément. Pour autant, la municipalité de la ville reste conservatrice, à la différence de la ville voisine de Fumay, qui comporte également une forte activité ardoisière, et qui est emportée en 1897 par un syndicaliste et militant politique du Parti ouvrier socialiste révolutionnaire (POSR), parti politique socialiste français de tendance allemaniste, Jean-Léon Hambert-Hamaide, un ami de Jean-Baptiste Clément.
Au XXe siècle, la municipalité reste détenue pour l'essentiel par la bourgeoisie locale, et se succèdent au poste de maire des industriels, artisans ou commerçants. En 1920, relate ainsi l'historien Henri Manceau, le maire de Haybes s'invite dans une salle où des salariés syndiqués sont réunis pour débattre d'un mouvement de grève et leur demande de se disperser : « ce que vous voulez, c'est la révolution » leur affirme-t-il. La situation s'inverse partiellement à la fin du XXe siècle et début du XIXe siècle, avec successivement deux maires socialistes, de mars 1989 à mai 2020, André Cunin, ancien résistant, puis Benoît Sonnet, tous deux issus du milieu de l'enseignement et rassemblant à gauche.
Leur successeur, Jean-Claude Gravier, élu en 2020 dès le premier tour à la suite du retrait de la vie politique de Benoît Sonnet, a été le deuxième adjoint de celui-ci, mais n'affiche pas un positionnement politique précis. Le projet de sa liste était synthétisé en une formule : «Bien vivre ensemble à Haybes».
Sur des scrutins nationaux tels que les élections présidentielles françaises, en 2017, Marine Le Pen a réalisé au second tour un score de 54,13 %, devançant Emmanuel Macron. Au premier tour, Marine Le Pen était déjà en tête avec 36,92 % des bulletins exprimés, et Jean-Luc Mélenchon s'intercalait entre Emmanuel Macron et elle. Aux législatives de la même année, le candidat des Républicains, Pierre Cordier, était en tête au second tour devant celui d'En marche.

### Liste des maires
La commune de Haybes appartient au canton de Fumay et, au plan intercommunal, est membre de la communauté de communes Ardennes Rives de Meuse.
Haybes a adhéré à la charte du parc naturel régional des Ardennes, à sa création en décembre 2011.

## Population et société

### Démographie
L'évolution du nombre d'habitants est connue à travers les recensements de la population effectués dans la commune depuis 1793. Pour les communes de moins de 10 000 habitants, une enquête de recensement portant sur toute la population est réalisée tous les cinq ans, les populations de référence des années intermédiaires étant quant à elles estimées par interpolation ou extrapolation. Pour la commune, le premier recensement exhaustif entrant dans le cadre du nouveau dispositif a été réalisé en 2005.

En 2022, la commune comptait 1 806 habitants, en évolution de −4,55 % par rapport à 2016 (Ardennes : −2,97 %, France hors Mayotte : +2,11 %).
| 1793 | 1800 | 1806 | 1821 | 1831  | 1836  | 1841  | 1846  | 1851  |
| ---- | ---- | ---- | ---- | ----- | ----- | ----- | ----- | ----- |
| 670  | 762  | 910  | 965  | 1 102 | 1 127 | 1 259 | 1 466 | 1 583 |

| 1866  | 1872  | 1876  | 1881  | 1886  | 1891  | 1896  | 1901  | 1906  |
| ----- | ----- | ----- | ----- | ----- | ----- | ----- | ----- | ----- |
| 1 781 | 1 843 | 1 989 | 2 097 | 2 107 | 1 981 | 2 021 | 2 099 | 2 145 |

| 1911  | 1921  | 1926  | 1931  | 1936  | 1946  | 1954  | 1962  | 1968  |
| ----- | ----- | ----- | ----- | ----- | ----- | ----- | ----- | ----- |
| 2 216 | 1 600 | 2 267 | 2 243 | 2 029 | 1 921 | 2 186 | 2 317 | 2 150 |

| 1975  | 1982  | 1990  | 1999  | 2005  | 2006  | 2010  | 2015  | 2020  |
| ----- | ----- | ----- | ----- | ----- | ----- | ----- | ----- | ----- |
| 2 081 | 2 096 | 2 071 | 2 092 | 2 078 | 2 061 | 2 051 | 1 895 | 1 829 |

| 2022  | - | - | - | - | - | - | - | - |
| ----- | - | - | - | - | - | - | - | - |
| 1 806 | - | - | - | - | - | - | - | - |

### Langue locale
Haybes fait partie du domaine wallon de France.

### Enseignement
La commune de Haybes est située dans l'Académie de Reims. Elle dépend de la zone B. Cette commune comporte une école primaire située rue Raymond-Bizet.
Des écoles maternelles existent dans les communes voisines : à Hargnies, Fumay, Vireux-Molhain et Vireux-Wallerand.
Les collèges les plus proches sont à Fumay, Vireux-Wallerand, Revin, Rocroi, Monthermé ou Givet. Pour les lycées, ils sont à Revin ou Givet, auxquels il faut ajouter le lycée agricole de Maubert-Fontaine.

## Économie
La principale activité économique sur Haybes a été pendant plusieurs siècles et jusqu'au milieu du XXe siècle l'extraction d'ardoises. Cette activité reste plus longtemps artisanale qu'à Fumay. Fumay appartenait au XIIe siècle à une abbaye, très entrepreneuse en ce domaine, et Haybes à des seigneurs laïques. Les premières véritables fosses ne sont ouvertes qu'à la fin du XVIe siècle : Folemprise, Fosse de l'Isle puis La Providence, Belle Joyeuse et Liéméry.

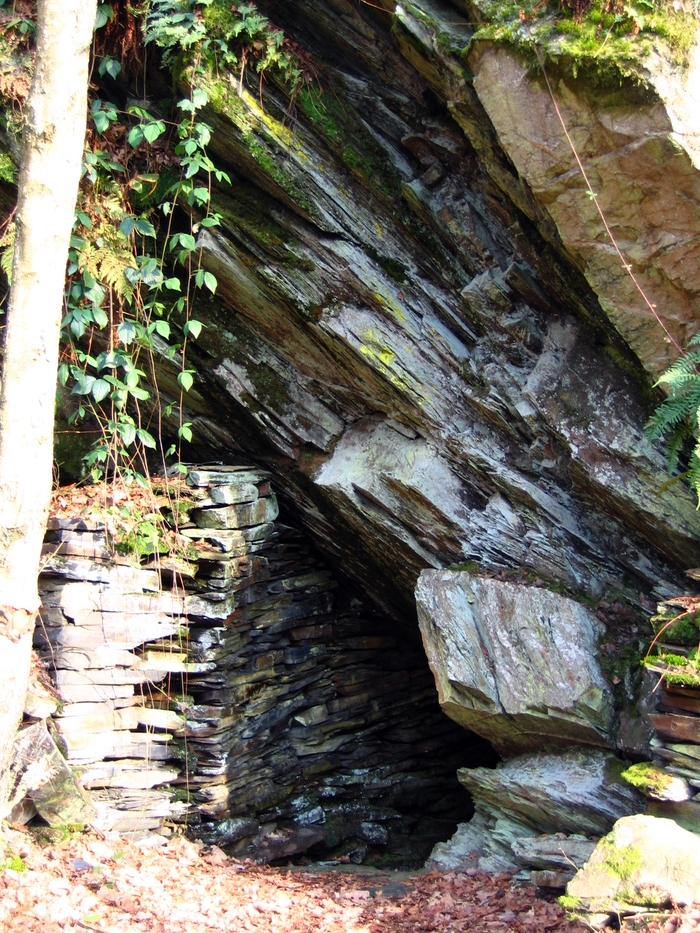
Ancienne entrée d'une petite ardoisière.

### Ardoisières
Comme pour Fumay, Haybes compte à la fois des exploitations ayant employé de quelques ouvriers à plusieurs dizaines à l'exemple de Belle Rose ou de l'Espérance. Les exploitations les plus modestes se sont développées, le plus souvent, dans des secteurs géologiques plus contraignants avec des niveaux de schiste de qualité moindre à l'exemple des sites répartis le long de la vallée de Mohron, aménagée en sentier de randonnée. Les noms des principales exploitations parvenus par les archives et restés dans la mémoire populaire sont : Ancienne Espérance, Belle Joyeuse, Belle Rose, Folemprise (nouvelle), Folemprise (ancienne ou « Fosse des 17»), L’Union, La Providence ou Fosse de l’Isle, Le Charnois, Liémery, Montauban, Nouvelle Espérance, Raymond de Bellevue, Saint Antoine, Saint Jean ou les Ardennais, Saint Lambert, Saint Pierre, Saint Paul ou  du Fond d’Oury, Saint Roch (Fond de Morhon), Saint Roch ou Trou Trotte ou du Vivier, Saint Wladimir, Sainte Barbe, Sainte Blanche de Landenelle ou Trou Salomon, Sainte Marguerite, Trou Davreux, Trou Evrard, Trou Fouday, Trou Gigot. Même si la ressource fut exploitée dès le Moyen Âge, les sites dont des traces subsistent datent pour l'essentiel du XVIIe et XVIIIe siècles, mais leur exploitation s'est souvent poursuivie jusqu'au XXe siècle. Le site de Belle Rose, connu pour la qualité de ses ardoises ne s'est arrêté qu'à la suite d'un effondrement en décembre 1952.

### Métallurgie
En particulier : 
- Sur la rive gauche de la Meuse, la fonderie La Fagne a été établie en 1898 par Gabriel Toussaint, né en 1870. Féru de modernité et métallurgiste intransigeant, il fut le premier dans la partie nord de la France, à installer une turbine sur la Meuse fournissant l'électricité à l'usine. La fonderie Toussaint eut l'honneur de fabriquer les plaques de fonte du trottoir roulant de l'Exposition Universelle de Paris en 1900. Gabriel Toussaint est mort en 1957. Reprise par le fils du fondateur, Antoine Toussaint, la fonderie a été ensuite vendue et demeure une des dernières fonderies de la vallée en activité, exploitée par La Fonte Ardennaise[44],[45].
- Un haut-fourneau, plus ancien, puisque daté du XVIe siècle était situé dans le périmètre du parc actuel de Moraypré[46].

### Autres
Une usine des produits pyroligneux a été créé en 1872 par Louis Edmond Dromart, et a existé jusque dans les années 1930. Utilisant la carbonisation du bois, elle produisait de l’acide pyroligneux à l’état brut (destiné notamment à l’industrie textile pour la coloration des tissus), du charbon de bois utilisé par les industries métallurgiques, mais aussi par les forgerons), de l’acétone (solvant utilisé dans l'industrie et en laboratoire), du méthylène (autre solvant industriel), de l’acide acétique, du « noir » utilisé comme pigment de coloration, et du méthanol. Elle dégageait une forte odeur de vinaigre.

### Principales entreprises en 2018
Les deux principales entreprises en 2018 sont d'une part les Fonderies Hamel, avec un chiffre d'affaires de 1 488 779 €, qui produit des pièces en aluminium, et d'autre part SAS Ifa (Industries - Forets - Ardennes), avec un chiffre d'affaires de 1 655 874 €, une entreprise de sciage et rabotage du bois, hors imprégnation.

## Culture locale et patrimoine

### Lieux et monuments

#### La ville
Du fait de sa destruction quasi-totale en 1914 et de sa reconstruction sitôt après la guerre la ville de Haybes présente une unité architecturale témoin des années 1920, œuvre de plusieurs architectes locaux dont Joseph Bigot, architecte à Fumay.

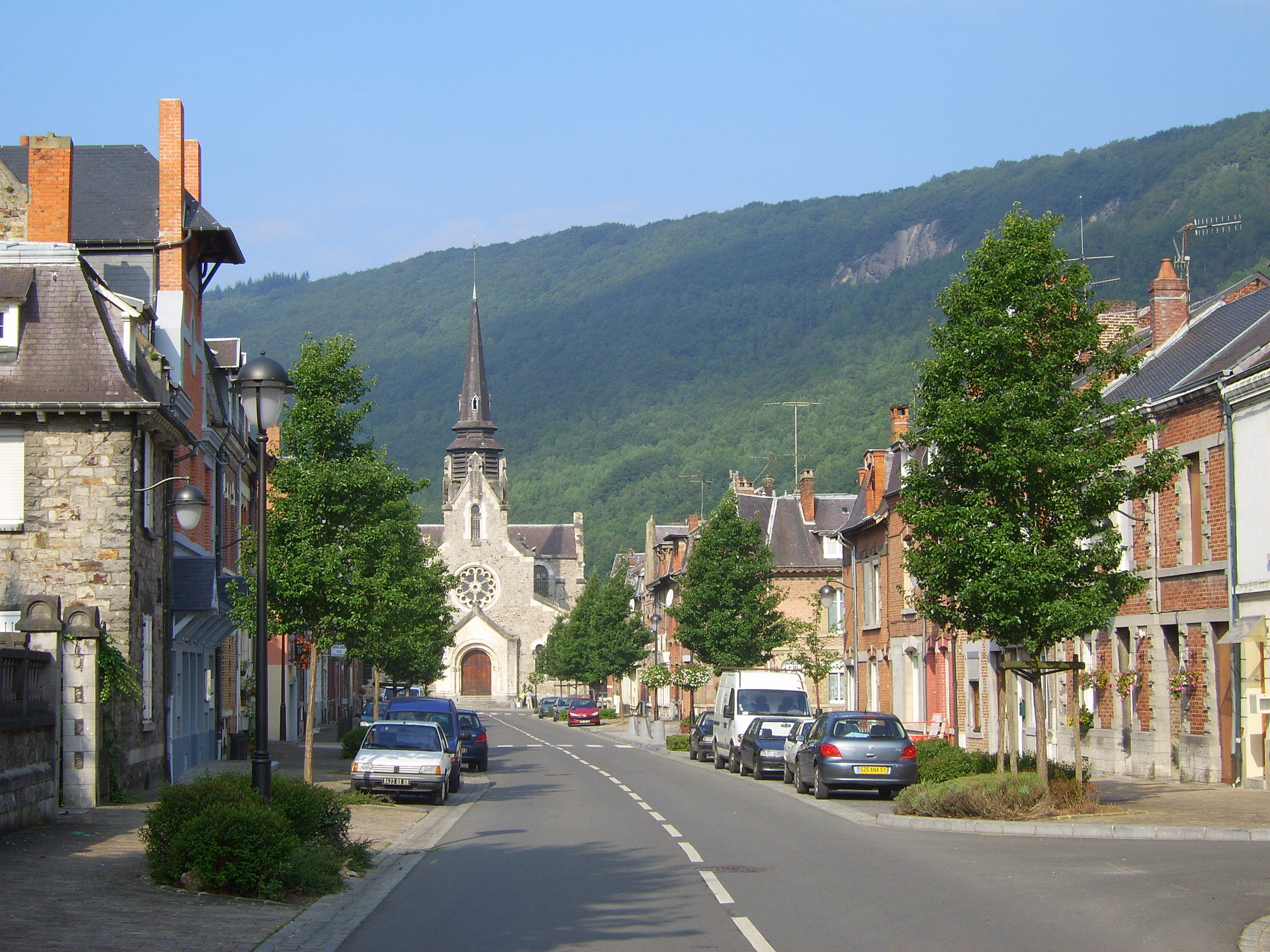
L'église à l'extrémité de la rue André-Cunin.

- Chapelle Saint-Pierre de Haybes.

#### L'égliseSaint-Pierre-Saint-Paulde Haybes
Amené à reconstruire le village anéanti durant la Première Guerre mondiale, les édiles ont reconstruit un nouvel hôtel de ville à l'emplacement de l'ancienne église, et une église a été rebâtie à l'extrémité de la rue Principale, baptisée plus récemment rue André-Cunin, à l'intersection entre cette rue et la rue du Rivage menant à la Meuse. De l'ancienne église subsistent quelques statues dont les statues des deux saints patrons de la paroisse, saint Pierre et saint Paul, installées de part et d'autre du chœur du nouvel édifice. Celui-ci a été construit dans un style d'inspiration médiévale et selon un plan classique de croix latine.
Différentes natures de pierre ont été utilisées, la pierre de Fépin gris-bleuté pour le gros-œuvre, la pierre blanche de Romery pour souligner les baies et les porches, la pierre tout aussi pâle mais moins tendre de Lérouville pour les corniches et les appuis de fenêtres, et la pierre bleue de Givet pour les soubassements et les marches.
La façade est à trois niveaux, avec un porche inscrit dans un fronton triangulaire et surmonté d'une rose. Le clocher est coiffé d'ardoises, avec une élévation posée sur deux casquettes octogonales. L'entrée est dominée par la tribune de l'orgue. La nef centrale s'ouvre avec des arcs en plein cintre sur les bas-côtés, et trois niveaux d'élévation comme dans une église romane. Les vitraux sont d'André Lemoine, peintre-verrier de Nancy (mort en 1962). Ce bâtiment a été inauguré en 1927.

#### Le monument aux morts

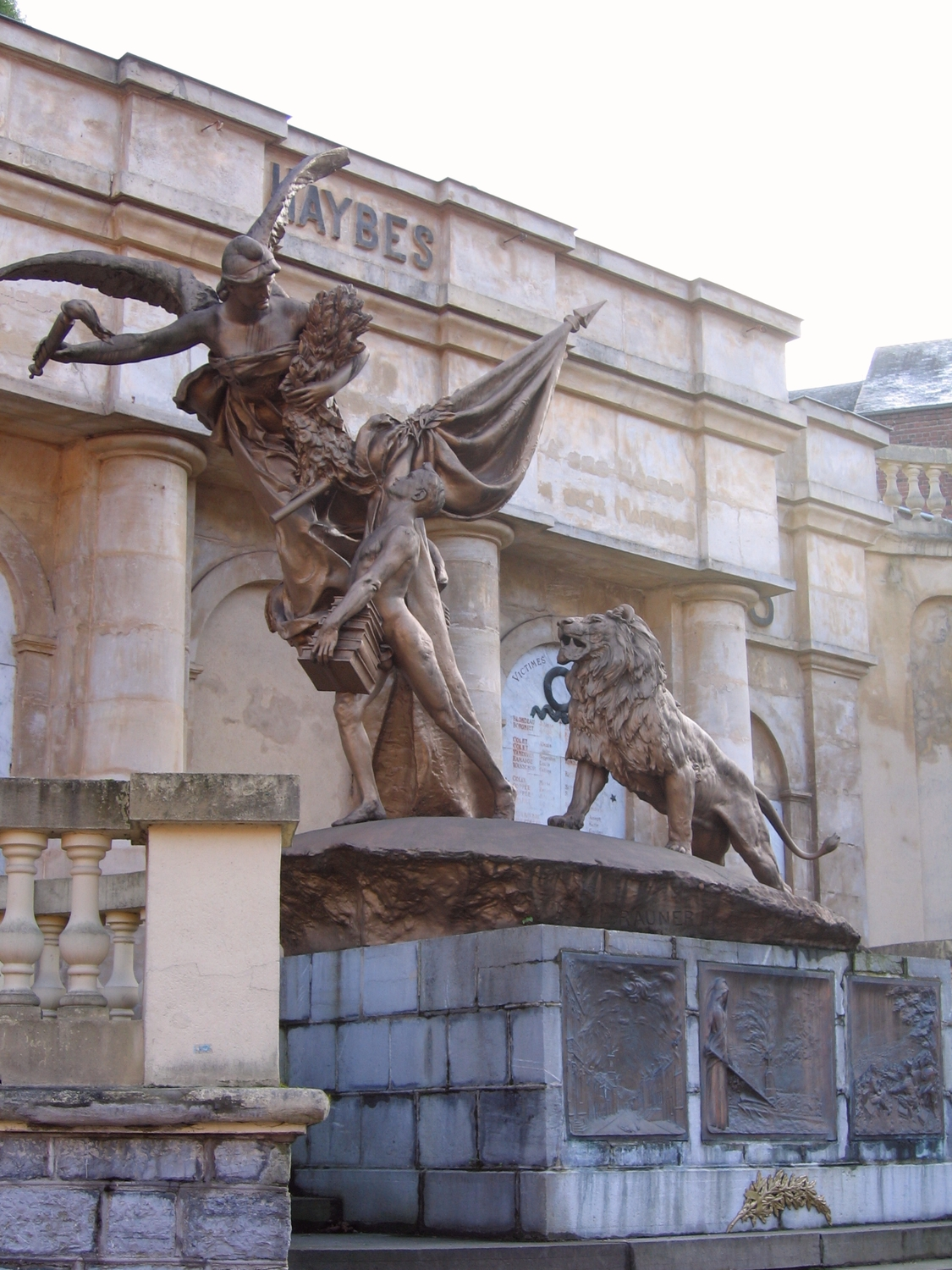
Vue sur les personnages du monument aux morts.

Le monument aux morts a été inauguré en octobre 1926 : un arc de triomphe réalisé en pierre blanche, et portant la liste des victimes de la commune, encadre, par ses extrémités semi-circulaires, une scène centrale sous forme allégorique. 
Des personnages, réalisés en fonte bronzée, se meuvent sur un fragment du globe représentant la France. La scène symbolise, sous les traits d'un adolescent, la victoire de la culture, de l'humanisme et des droits humains sur la barbarie (et non pas, comme dans un grand nombre de monuments aux morts édifiés dans l'entre-deux-guerres, une victoire militaire symbolisée par exemple par un poilu, un casque ou un obus). Cet adolescent porte, dans son bras gauche un ensemble de livres représentant le Droit et la Science et brandit, de la main droite, le flambeau de la liberté. Protégé par un lion, il marche sous l'aile de la Victoire qui le guide dans sa route,.
L'ensemble repose sur un socle de pierre bleue, le calcaire de Givet, sur lequel sont fixées trois plaques, également en bronze. La première représente la Grande Rue du bourg en flammes après les exactions commises par l'ennemi. La seconde, plus allégorique, montre la Patrie s'inclinant devant une tombe. La dernière plaque, quant à elle, montre une section de mitrailleurs placés en rive gauche du fleuve et regardant en direction de Haybes. L'œuvre est signée de l'architecte et sculpteur Louis Rauner.

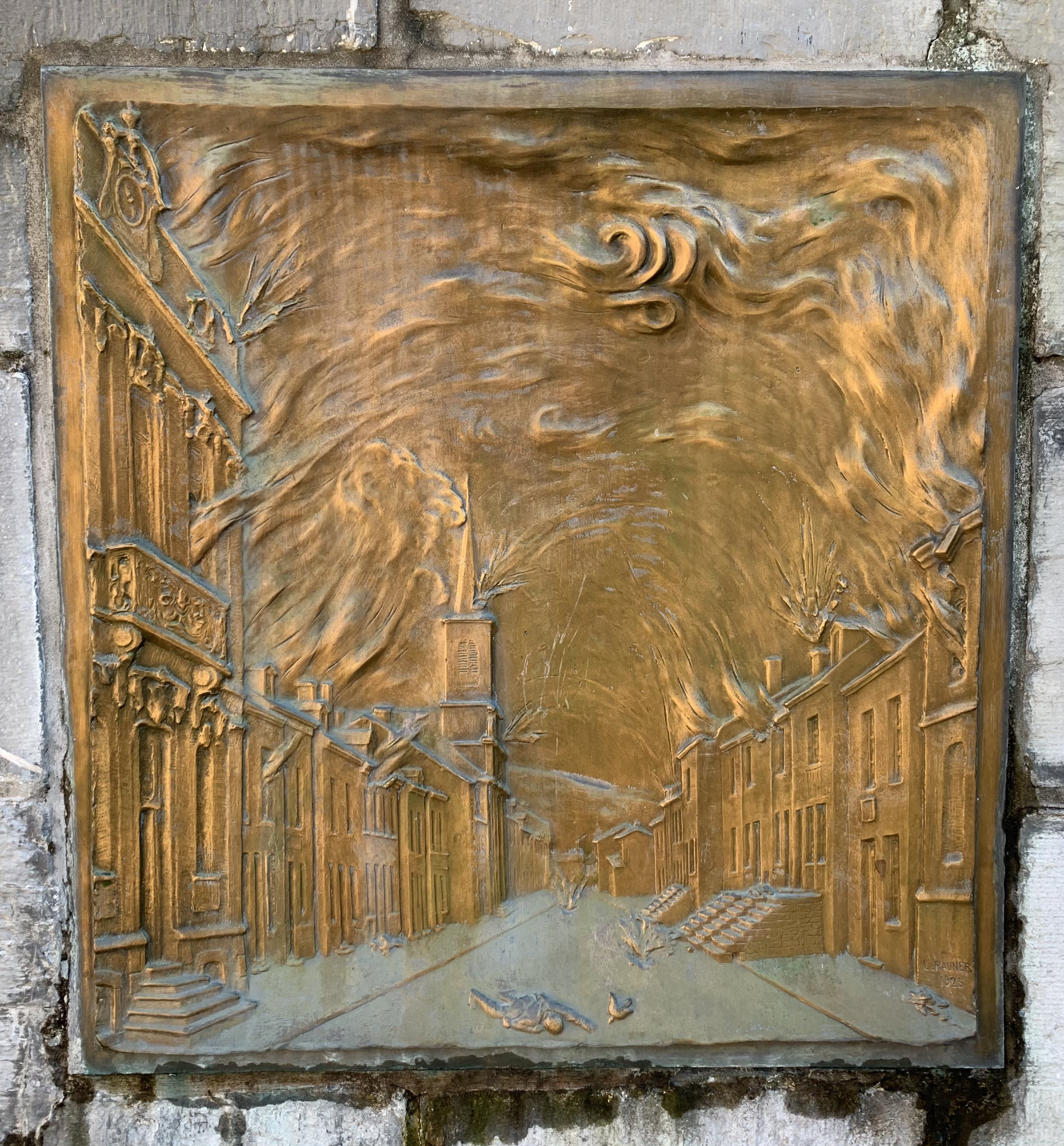
Plaque du monument aux morts de Haybes.

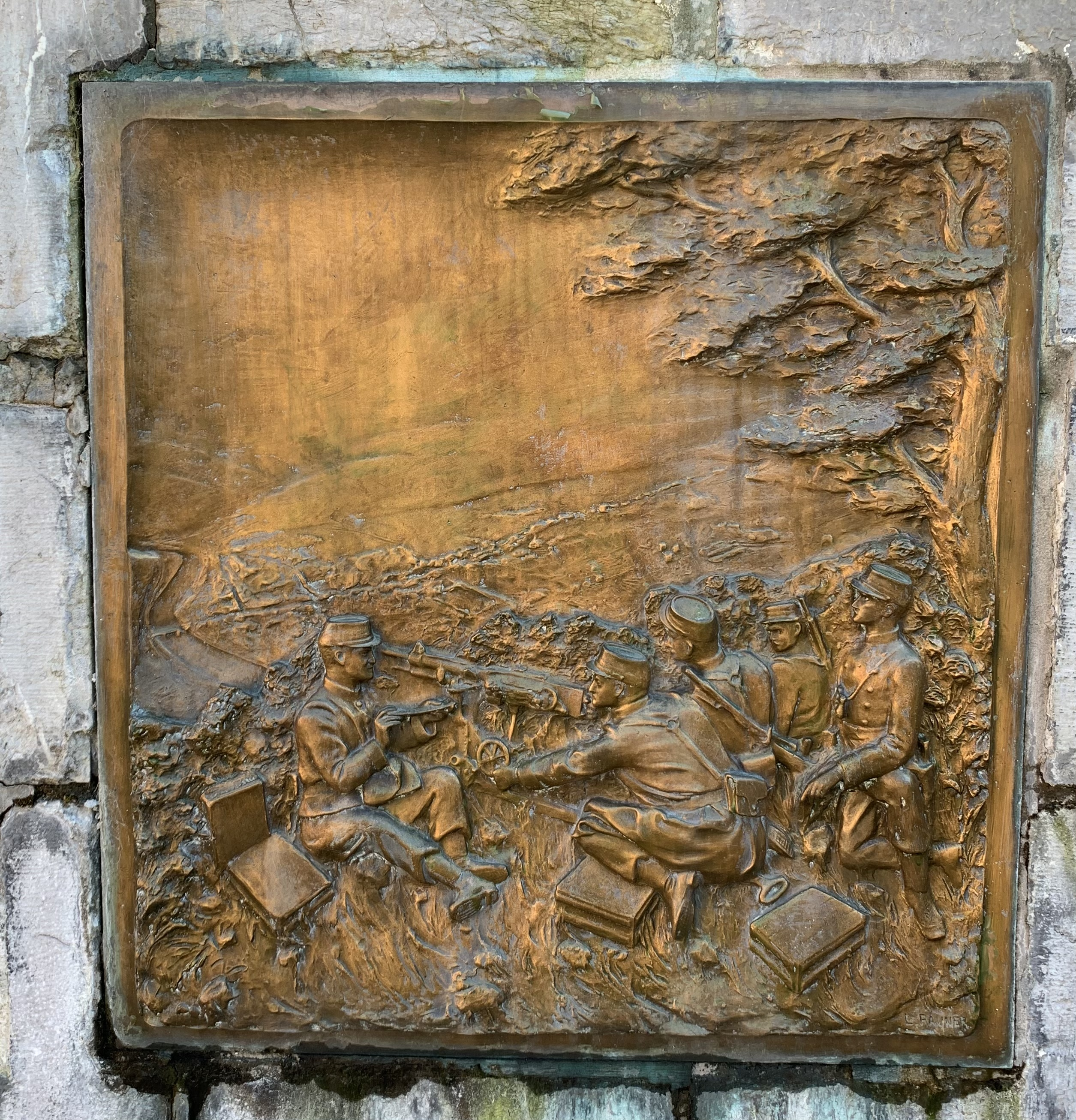
Plaque du monument aux morts - Haybes.

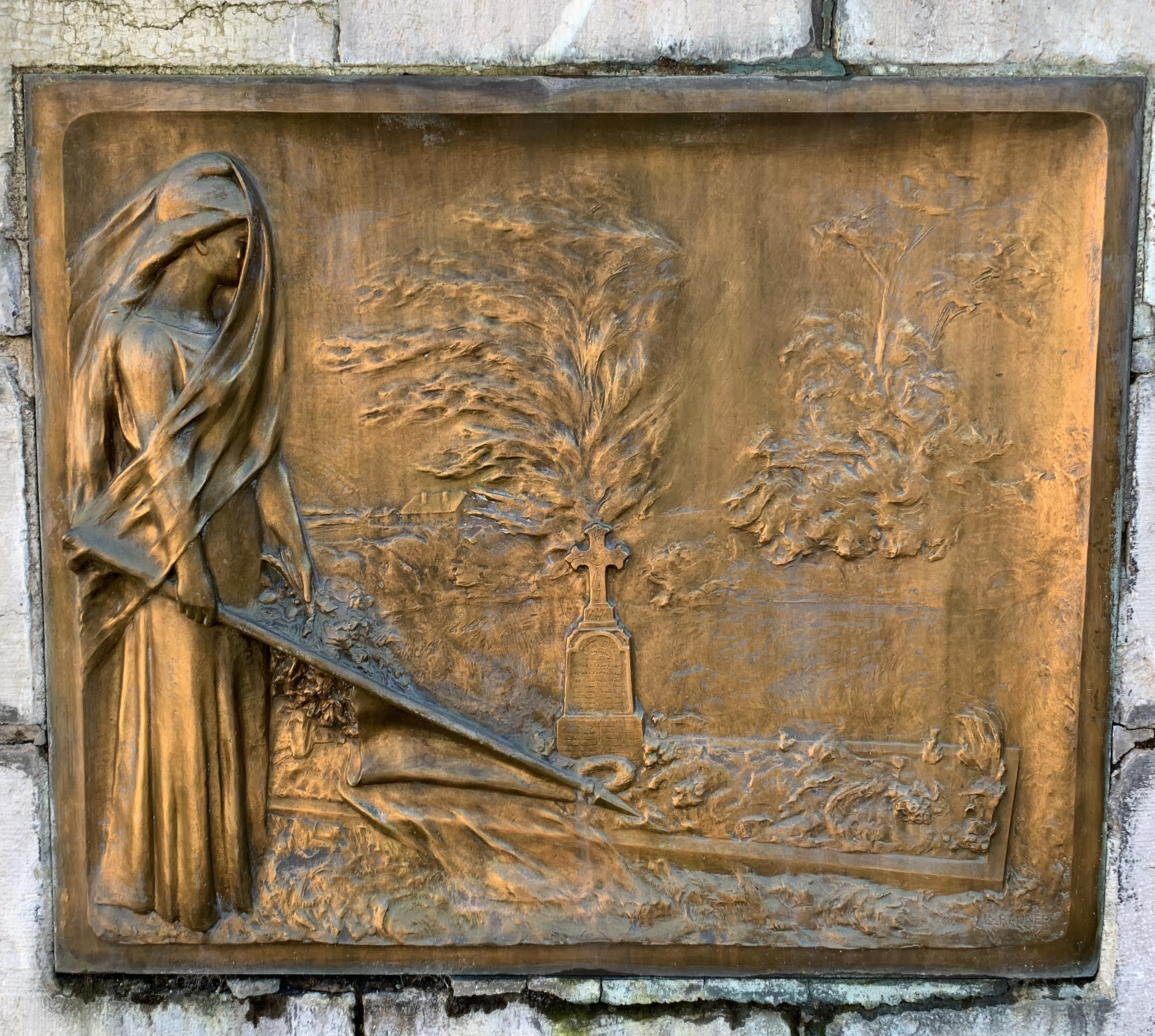
Plaque du monument aux morts - Haybes.

#### Le domaine de Moraypré
Le domaine de Moraypré, propriété d'un institut médical éducatif, est un ancien domaine comprenant une ancienne entreprise de tannerie et une maison de maître construite en 1870. Propriété du roi des Belges, le site accueillit, dans les années 1900, de nombreux artistes et fit fonction, durant la Seconde Guerre mondiale, d'hôpital militaire allemand.
Dans l'ancien parc de la propriété, on peut encore observer un étang ainsi qu'un moulin restauré servant d'hébergement de groupes pour le CLIP (centre de loisirs et d'initiation permanent) installé également à proximité.
Le parc de Moraypré abrite également, mais enterré pour des questions de conservation et de sécurité, un ancien haut-fourneau daté du XVIe siècle et classé aux Monuments Historiques.

#### Points de vue
Deux points de vue situés sur le territoire communal, en dehors du bourg, permettent d'examiner l'environnement de Haybes.
En partant du bourg, par la rue de la Cense puis la rue de Madame-de-Cormont, et en poursuivant, cette route de Mohron emprunte la vallée du ruisseau de même nom et mène au plateau de Hargnies, via La Croix Gilet à 490 mètres d'altitude et la D 989. Ce chemin dessert la Roche de Madame de Cormont, et le point de vue de la Platale, qui dispose d'une vue intéressante sur la boucle de Fumay.
En venant cette fois de Hargnies vers Haybes, via l'autre chemin, la D 7, un détour par la Roche de Hérée permet d'arriver au point de vue dit de la Roche à Fépin. Ce deuxième point de vue offre cette fois sur l'entaille faite par le fleuve dans le massif, sur l'île et l'écluse de Fépin tout en bas et sur les toitures de Haybes, un peu plus loin.

### Sites et légendes

#### La Roche de Madame de Cormont
Madame de Cormont est une personnalité de Haybes ayant vécu à cheval sur les 17e et 18e siècles. Les de Cormont, gros propriétaires fonciers, demeuraient dans un château, aujourd'hui disparu, situé sur les hauteurs du bourg. Un matin, le sire de Cormont, contrairement à ses habitudes, proposa à sa femme une chevauchée dans les bois. Mais, à peine passait-il sous la porte cochère du château qu'il éperonna le cheval qui les emmenait, faisant bondir l'animal. Madame de Cormont, qui n'eut pas le temps de s'abaisser, frappa violemment les poutres métalliques de la poterne et tomba. Son mari, quant à lui, disparut. 
Madame de Cormont revint à la vie grâce aux soins prodigués par les habitants. Aussi, lorsqu'elle décéda, en 1729, elle légua son or aux pauvres de la commune et ses terres aux moines Jéroministes de Fumay. Ces derniers lui érigèrent, en forêt, une chapelle sur le sentier appelé aujourd'hui sentier de Cormont. L'édifice fut brûlé à la Révolution. La légende raconte que, « pendant l'incendie se grava sur un rocher, faisant face à chapelle, la figure de madame de Cormont qui protestait ainsi, contre cet odieux vandalisme »

#### La pierre Saint-Martin
La légende raconte qu'on demanda à saint Martin, passant par Haybes, de se rendre à Charleville pour aller chercher des bouteilles et des noix. Au retour, un violent orage le frappa sur les hauteurs du village, éparpillant et détruisant les marchandises. Voyant là un avertissement de la puissance céleste, saint Martin tomba à genoux sur une pierre et pleura sept années durant. Aujourd'hui, on peut encore voir[Où ?], sur cette pierre, l'empreinte faite par les genoux et les coudes du saint, et aussi la petite cavité creusée par ses larmes qui, nuit et jour pendant ces sept années, ne cessèrent de couler.

### Personnalités liées à la commune

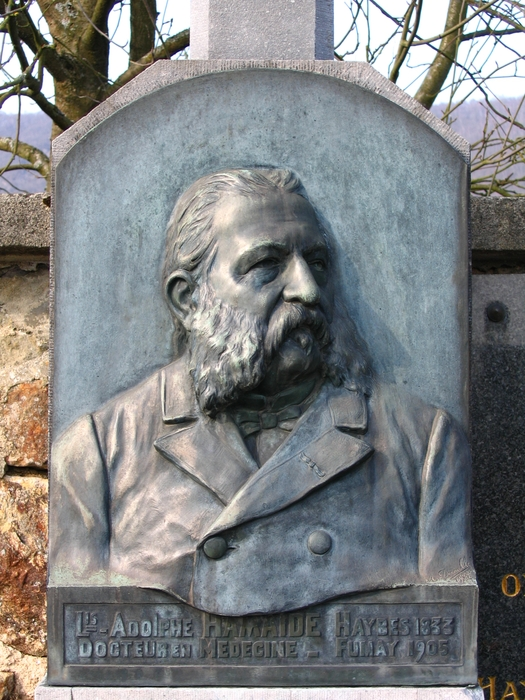
Buste funéraire de Louis Adolphe Hamaide, cimetière de Haybes.

- Marie-Louise Dromart, (1880- 1937), née Grès, auteur de poésie, y est née.
- Louis Adolphe Hamaide (1833-1905), médecin, y est né.  Il est un des premiers médecins français à avoir étudié les symptômes de la maladie des ardoisiers, que le docteur Debieuvre appellera, dans sa thèse soutenue au lendemain de la Seconde Guerre mondiale, la schistose (forme de silicose)[50],[51].
- Gabriel Toussaint (1870-1957), industriel, fondateur de la fonderie La Fagne[44].
- Philippe Etchebest (1966-), animateur de Top Chef y a passé une grande partie de son enfance.

### Héraldique
| Armes de Haybes | Les armes de Haybes se blasonnent ainsi : De gueules aux deux clefs passées en sautoir cantonnées en chef d’une couronne royale fermée, le tout d’or. |